# Аргусто
Аргусто, Арґусто (італ. Argusto, сиц. Argustu) — муніципалітет в Італії, у регіоні Калабрія,  провінція Катандзаро.
Аргусто розташоване на відстані близько 490 км на південний схід від Рима, 29 км на південний захід від Катандзаро.
Населення — 530 осіб (2014).
Щорічний фестиваль відбувається 13 січня. Покровитель — Sant'Ilario di Poitiers.

## Демографія
Населення за роками:

Станом на 1 січня 2023 року в муніципалітеті офіційно проживало 5 іноземців з 3 країн, серед них 4 громадяни країн Євросоюзу.

## Сусідні муніципалітети
- Кардінале
- К'яравалле-Чентрале
- Гальято
- Петрицці